# Трост-штрасе (станція метро)
48°10′08″ пн. ш. 16°22′49″ сх. д. / 48.169° пн. ш. 16.3803° сх. д.
«Трост-штрасе» (нім. Troststraße, в перекладі — вулиця Троста) — станція Віденського метрополітену, розміщена на лінії U1 між станціями «Альтес-Ландгут» та «Ройманн-плац». Відкрита 2 вересня 2017 року у складі дільниці «Ройманн-плац» — «Оберлаа». Названа за вулицею, яка проходить поблизу.
Розташована в 10-му районі Відня (Фаворитен). Має виходи на перехрестя вулиць Фаворитен-штрасе і Ангелі-гассе (північний) та на вулицю Клаузенбургер-штрасе (південний).